# فمپ
فمپ (به آلمانی: Vomp) یک منطقهٔ مسکونی در اتریش است که در شواس واقع شده‌است. فمپ ۱۸۲٫۶۱ کیلومتر مربع مساحت دارد ۵۶۶ متر بالاتر از سطح دریا واقع شده‌است.